# Guovddelisjávrásj
Guovddelisjávrásj, enligt tidigare ortografi Kuoutelisjauratj, är en sjö i Jokkmokks kommun i Lappland och ingår i Luleälvens huvudavrinningsområde. Sjön ligger 642 meter över havet. Guovddelisjávrásj ligger i Padjelanta Natura 2000-område. Sjön har fått sitt namn av berget på dess norra sidan - Guovddelistjåhkkå. Utloppet från Guovddelisjávrásj är början på en s.k. slukränna och utgör källflöde till Guovddelisjåhkå som mynnar i Vásstenjávrre.

Guovddelisjávrásj ligger inklämd mellan Guovddelistjåhkkå (1327 m ö.h.) i norr och Snøtoppen (1204 m ö.h.) i söder. På båda sidor om sjön finns branta partier som är besvärliga att ta sig förbi om man vill besöka det inre av dalgången.

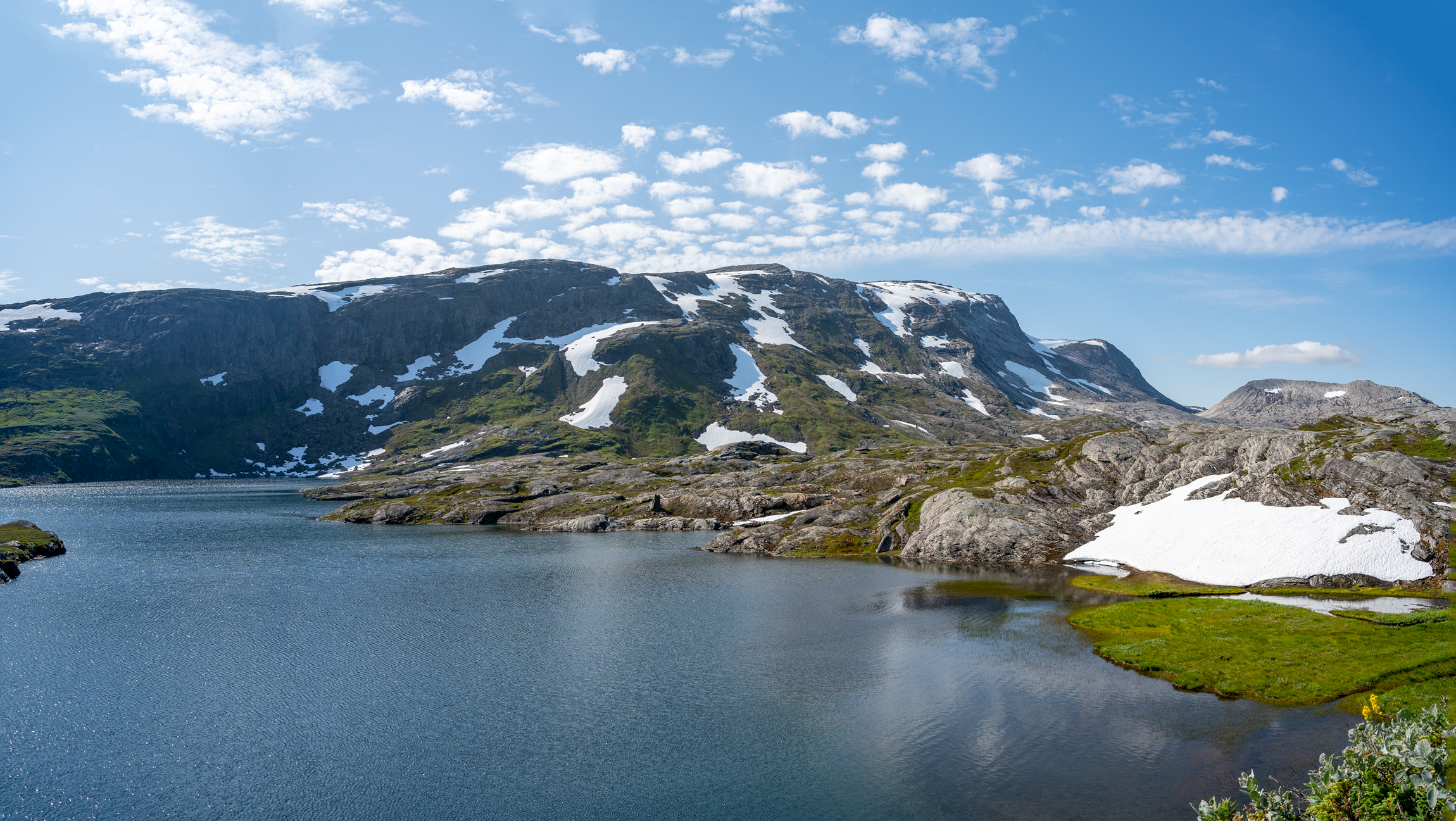
Vy mot Guovddelisjávrásj och Snøtoppen från ett brant parti på sjöns norra sida.